# Gewaldova reakce
Gewaldova reakce je organická reakce zahrnující kondenzaci ketonu (či aldehydu, pokud R2 = H) s α-kyanesterem v přítomnosti elementární síry a zásady za vzniku polysubstituovaného 2-aminothiofenu.
Reakce je pojmenována po německém chemikovi Karlu Gewaldovi (narozen 1930).

## Reakční mechanismus
Reakční mechanismus Gewaldovy reakce byl objasněn 30 let po jejím objevení. Prvním krokem je Knoevenagelova kondenzace mezi ketonem (1) a α-kyanesterem (2) za vzniku stabilního meziproduktu (3). Mechanismus adice elementární síry není znám. Předpokládá se, že probíhá přes meziprodukt (4). Cyklizací a tautomerizací vznikne požadovaný produkt (6).
Bylo prokázáno, že mikrovlnné ozařování příznivě ovlivňuje výtěžnost a dobu reakce.

## Varianty
V jedné variantě Gewaldovy reakce se syntetizuje 3-acetyl-2-aminothiofen, který vychází z dithianu (adukt síry a acetonu, pokud R = CH3, nebo acetaldehydu, pokud R = H) a sodné soli kyanacetonu, která je sama o sobě velmi nestabilní: